# Bethungra
Bethungra is een plaats in de Australische deelstaat New South Wales en telt 366 (binnen een straal van 7 km) inwoners (2006).